# Sucker rod pump

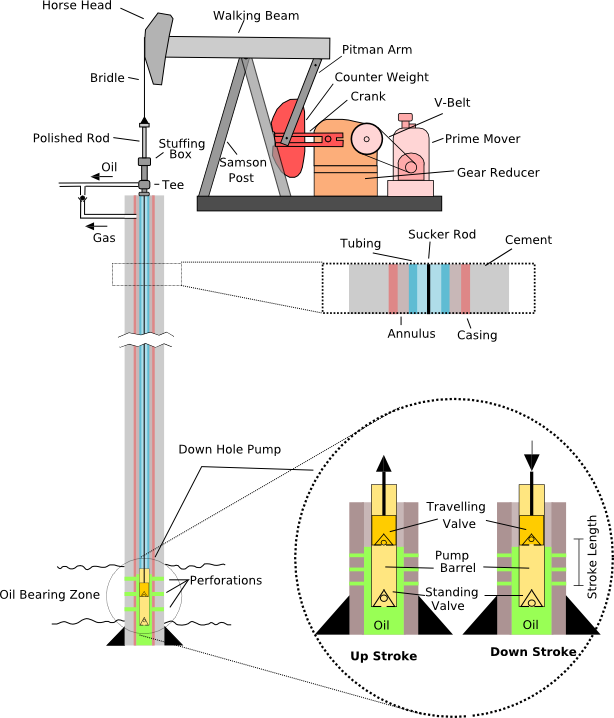
Le aste della sucker rod sono rappresentate in questo diagramma dalla linea nera disegnata lungo l'asse del pozzo.

Una sucker rod pump (pompa a cavalletto) è un tipo di pompa (per il sollevamento artificiale - artificial lift - dei fluidi di giacimento) utilizzata per l'estrazione dai pozzi nel settore petrolifero.
Essa consiste in una serie di aste di aspirazione interconnesse di acciaio lunghe ciascuna tipicamente tra 25 e 30 piedi (tra 7 e 9 metri) e filettata ad entrambe le estremità, utilizzate per connettere l'unità in superficie (detta pumpjack), che trasforma il moto rotatorio di un motore in moto alternativo, e i componenti di fondo pozzo, costituiti da una pompa alternativa a pistone ed eventualmente altri componenti aggiuntivi. Con il termine walking beam si intende il cavalletto che oscilla durante il pompaggio nella fase di estrazione del petrolio.
Le aste sono anche comunemente disponibili in materiale composito, fibra di vetro, con lunghezze di 37 1/2 piedi e diametri di 3/4, 7/8, 1 e 1 1/4 di pollice. Le estremità delle aste di pompaggio sono filettate maschio e sono connesse tra di loro tramite manicotti.  

## Unità di superficie
In superficie è presente un meccanismo biella-manovella che converte il moto rotatorio del motore endotermico, in genere a gas, in moto alternativo. L'unità di superficie ha anche il compito di ridurre opportunamente la velocità del motore ad una velocità di pompaggio adeguata utilizzando un riduttore di moto. Il braccio di manovella è collegato al raggio di camminata per mezzo di un braccio di Pitman. Il cavalletto è supportato da un palo Samson e un cuscinetto a sella. La combinazione di polished rod (la parte di stringa esposta all'aperto) e stuffing box (il punto di tenuta idraulica in cui l'asta penetra nel pozzo) viene utilizzata per mantenere una buona tenuta idraulica in superficie. 
La horse-head (letteralmente testa di cavallo) e la bridle (briglia del cavallo) vengono utilizzate per garantire che la trazione della stringa sia sempre verticale per evitare sollecitazioni meccaniche anomale alla stuffing-box che possano comportare perdite di fluido di giacimento.

## Pompa di fondo
Esistono due tipologie di pompe di fondo:
- 1. Tubing pump
- 2. Insert rod pump

Nella prima tipologia il corpo pompa è parte integrante del tubo di produzione, al momento della discesa in pozzo della pompa viene discesa la check valve fissa e poi il pistone con annessa check valve mobile, che è parte integrante del pistone. La check valve fissa è ancorata in pozzo tramite interferenza geometrica in un nipplo al cui interno è presente una riduzione di diametro. 
Nella seconda tipologia tutto il corpo pompa è sceso in pozzo assieme al sistema di ancoraggio. Questo sistema permette di bloccare il corpo pompa al fondo e grazie a delle gomme presenti sullo stesso di fare tenuta idraulica, fondamentale per applicare una pressione adeguata a pompare i fluidi dal fondo del pozzo fino alla superficie.

## Processo produttivo dell'asta di aspirazione
- 1. Ispezione della barra rotonda in acciaio
- 2. Raddrizzamento freddo
- 3. Taglio di lunghezza
- 4. Forgiatura
- 5. Trattamento termico
- 6. Raddrizzamento caldo
- 7. Granigliatura
- 8. Lavorazione sconvolta
- 9. Assemblaggio, cappuccio protettivo
- 10. Imballaggio, verniciatura